# Kenai Lake
Der Kenai Lake ist ein etwa 35 km langer, schmaler Gebirgssee auf der Kenai-Halbinsel in Alaska. Der S-förmige See liegt in den Kenai Mountains nördlich von Seward.
Den Abfluss des Sees bildet der Kenai River, der südlich der Ortschaft Kenai in das Cook Inlet mündet. In die südöstliche Spitze des Sees mündet der Snow River.
Parallel zum östlichen Arm des Sees verläuft der Seward Highway und der Iditarod National Historic Trail. Die nördliche Spitze bei Cooper Landing liegt am Sterling Highway.